# Poa eminens
Poa eminens är en gräsart som beskrevs av Jan Svatopluk Presl. Poa eminens ingår i släktet gröen, och familjen gräs. Inga underarter finns listade i Catalogue of Life.